# Терезинська селищна рада
Тере́зинська се́лищна ра́да — колишня адміністративно-територіальна одиниця та орган місцевого самоврядування в Білоцерківському районі Київської області. Адміністративний центр — селище міського типу Терезине.

## Загальні відомості
Терезинська селищна рада утворена 12 січня 1987 року.
- Територія ради: 27 км²
- Населення ради: 1675 осіб (станом на 2015 рік)

## Населені пункти
Селищній раді підпорядковані населені пункти:
- смт Терезине

## Склад ради
Рада складається з 16 депутатів та голови.
- Голова ради: Гаєвський Володимир Антонович
- Секретар ради: Буханець Валентина Вікторівна

### Керівний склад попередніх скликань
| Прізвище, ім'я, по батькові   | Основні відомості                                                 | Дата обрання | Дата звільнення |
| ----------------------------- | ----------------------------------------------------------------- | ------------ | --------------- |
| Гаєвський Володимир Антонович | Селищний голова, 1947 року народження, освіта вища, позапартійний | 26.03.2006   | 31.10.2010      |
| Гаєвський Володимир Антонович | Селищний голова, 1947 року народження, освіта вища, позапартійний | 31.10.2010   |                 |

Примітка: таблиця складена за даними сайту Верховної Ради України

### Депутати
За результатами місцевих виборів 2010 року депутатами ради стали:

#### За суб'єктами висування
| Суб'єкт висування                 | Кількість обраних депутатів | %    |
| --------------------------------- | --------------------------- | ---- |
| Самовисування                     | 7                           | 43,8 |
| Політична партія «Сильна Україна» | 5                           | 31,3 |
| Партія регіонів                   | 3                           | 18,8 |
| Комуністична партія України       | 1                           | 6,3  |

#### За округами
| № округу                          | Прізвище, ім'я, по батькові      | Дата визнання обраним | Освіта             | Партійна приналежність                  | Відомості про обраного депутата                                                |
| --------------------------------- | -------------------------------- | --------------------- | ------------------ | --------------------------------------- | ------------------------------------------------------------------------------ |
| Комуністична партія України       |                                  |                       |                    |                                         |                                                                                |
| 5                                 | Тимошенко Лідія Борисівна        | 05.11.2010            | вища               | позапартійна                            | ТРЦ «Гермес», продавець-консультант                                            |
| Партія регіонів                   |                                  |                       |                    |                                         |                                                                                |
| 1                                 | Федорчук Тетяна Іванівна         | 05.11.2010            | вища               | член Партії регіонів                    | Терезинська селищна рада, головний бухгалтер                                   |
| 12                                | Павліченко Олег Іванович         | 05.11.2010            | середня            | позапартійний                           | фізична особа-підприємець, керівник                                            |
| 14                                | Маковецька Ольга Іванівна        | 05.11.2010            | середня            | позапартійна                            | Домогосподарка                                                                 |
| Політична партія «Сильна Україна» |                                  |                       |                    |                                         |                                                                                |
| 2                                 | Буханець Валентина Вікторівна    | 05.11.2010            | середня спеціальна | член Політичної партії «Сильна Україна» | Терезинська селищна рада, бухгалтер                                            |
| 3                                 | Новіцька Людмила Борисівна       | 05.11.2010            | середня            | член Політичної партії «Сильна Україна» | ДКВП «Комунальник», секретар діловод                                           |
| 7                                 | Чопенко Наталія Іванівна         | 05.11.2010            | середня спеціальна | член Політичної партії «Сильна Україна» | тимчасово не працює                                                            |
| 13                                | Таран Галина Леонідівна          | 05.11.2010            | середня            | член Політичної партії «Сильна Україна» | ЛВМ ст. Біла Церква, секретар                                                  |
| 15                                | Вірич Віктор Якович              | 05.11.2010            | середня            | член Політичної партії «Сильна Україна» | приватний підприємець                                                          |
| Самовисування                     |                                  |                       |                    |                                         |                                                                                |
| 4                                 | Буханець Юрій Андрійович         | 05.11.2010            | вища               | позапартійний                           | КП БЦ Київоблводоканал                                                         |
| 6                                 | Жарчинський Олександр Петрович   | 05.11.2010            | середня спеціальна | позапартійний                           | ДКВП «Комунальник», інженер                                                    |
| 8                                 | Сафронов Володимир Олександрович | 05.11.2010            | середня            | позапартійний                           | ВАТ «Терезине», зав. Складом ПММ                                               |
| 9                                 | Житовоз Світлана Анатоліївна     | 05.11.2010            | вища               | позапартійна                            | КОІСП, тренер-викладач                                                         |
| 10                                | Батуревич Олександр Валентинович | 05.11.2010            | середня            | позапартійний                           | ТОВ «Еліта»                                                                    |
| 11                                | Романюк Сергій Олександрович     | 05.11.2010            | вища               | позапартійний                           | ФГ «Агротрейд 2006», бригадир будівельної бригади                              |
| 16                                | Волощук Володимир Миколайович    | 05.11.2010            | вища               | позапартійний                           | Терезинська амбулаторія загальної практики — сімейної медицини, головний лікар |